# 顶羽菊
顶羽菊（学名：Acroptilon repens）是菊科顶羽菊属的植物。分布在伊朗、俄罗斯、蒙古以及中国大陆的陕西、山西、甘肃、内蒙古、新疆、河北、青海等地，生长于海拔550米至3,000米的地区，多生于丘陵、农田、山坡、平原或荒地，目前尚未由人工引种栽培。